# StadtRAD Hamburg

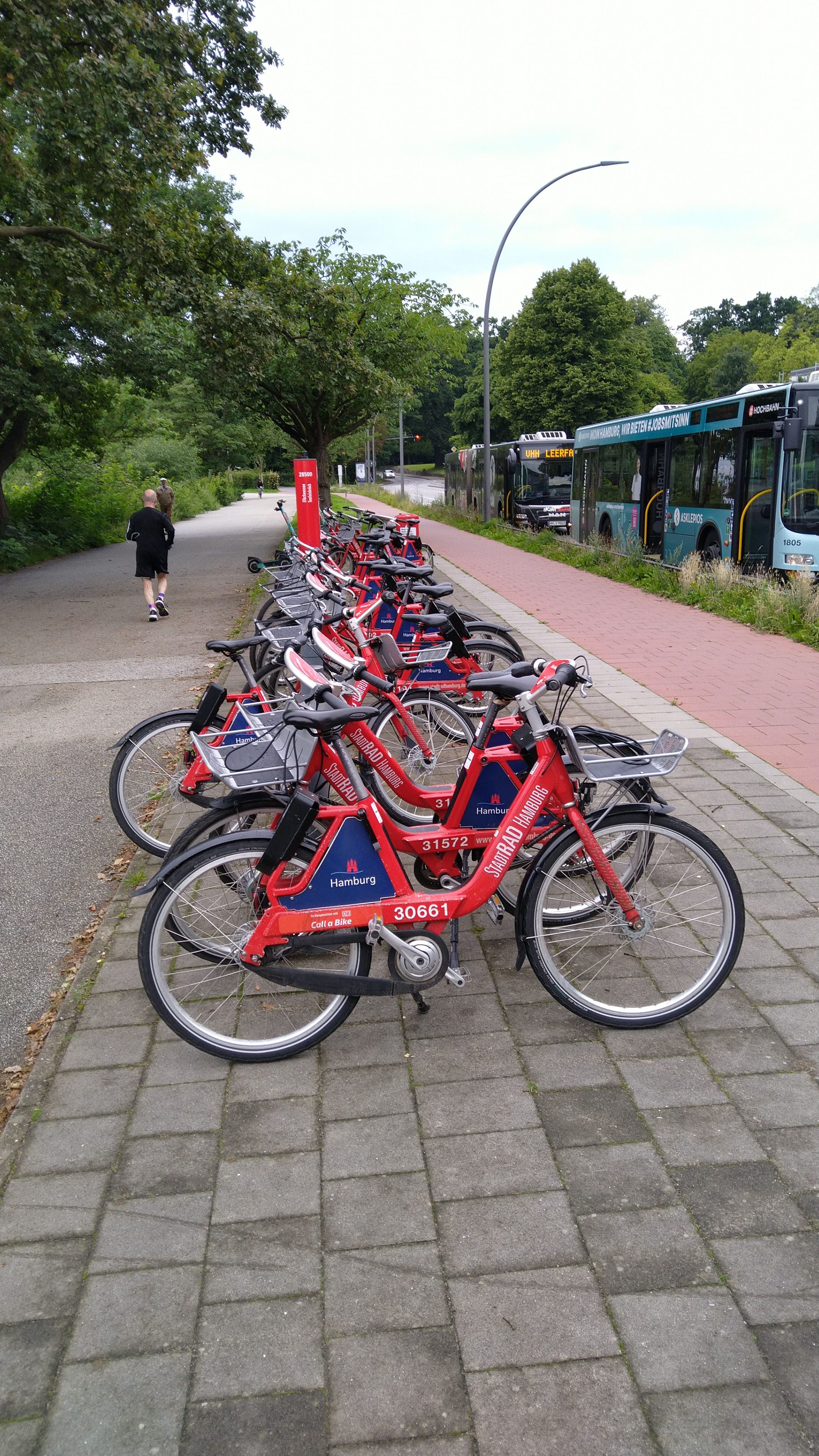
StadtRAD-Station mit Rädern

StadtRAD Hamburg ist ein öffentliches Fahrradverleihsystem, das von Deutsche Bahn Connect im Auftrag der Freien und Hansestadt Hamburg betrieben wird.
Das System wurde am 10. Juli 2009 in Betrieb genommen und ist mit rund 2,5 Millionen Nutzungen pro Jahr und über 450.000 angemeldeten Nutzern das am stärksten genutzte Leihfahrradsystem Deutschlands (Stand: Dezember 2023). StadtRAD Hamburg hat etwa 320 Leihstationen (Fahrradmietstationen) mit 3.900 Rädern und 48 Lastenpedelecs (Stand: Juli 2025).

## System
StadtRAD Hamburg basiert auf einem modifizierten Call-a-Bike-fix-System der Deutschen Bahn, das zuvor bereits ähnlich in Stuttgart installiert wurde. Entleihe und Rückgabe erfolgen dabei ausschließlich an festgelegten Leihstationen.

### Entleihe
Die Entleihe erfolgt durch Auswahl der Fahrradnummer mit einer Smartphone Applikation, telefonisch oder mit einem NFC-Schlüsselanhänger direkt am Fahrrad. Das Fahrradschloss wird daraufhin vom System freigegeben. Wird ein freigeschaltetes StadtRAD nicht innerhalb von etwa fünf Minuten von der Station abgeholt, storniert das System die Buchung automatisch.

### Pause
Der Benutzer klickt in der App auf den „Pausieren“-Button und schließt das Fahrradschloss. Zur Beendigung der Pause nutzt man den „Weiterfahren-Button“. Das Schloss springt wieder auf. Die Pause wird als Teil der Fahrtzeit angerechnet.

### Rückgabe
Heute muss ein Fahrrad nur an der Fahrradmietstation (gut zu erkennen durch die gepflasterte Fläche mit dem Roten Stadtrad-Terminal) abgestellt und mittels seines Schlosses gesichert werden.

### Lastenpedelec
Lastenpedelecs müssen zu ihrem eigenen Heimathafen, also zur Ausgangsstation zurückgebracht werden.
Ja nach Tarif kann ein Nutzer maximal zwei Räder (Normaltarif) oder maximal vier Räder (Bahncard- und HVV-Tarif) gleichzeitig ausleihen.

## Registrierung
Die Nutzung des Systems erfordert eine einmalige Anmeldung, die entweder direkt über das Terminal an der Station, telefonisch oder im Internet erfolgen kann. Nutzer registrieren sich dabei mit ihrer EC- oder Kreditkarte und ihrer (Mobil-)Telefonnummer, anhand derer sie bei der Entleihe identifiziert werden können. Die Leihgebühren werden direkt über die Karten abgerechnet. Das System ist darüber hinaus kompatibel mit Call-a-Bike-Angeboten anderer Städte. Nutzer, die sich bei StadtRAD Hamburg registriert haben, können in anderen Städten ebenfalls Call-a-Bike-Fahrräder entleihen, zahlen hierfür allerdings die dort jeweils üblichen Leihgebühren. Entsprechend können registrierte Nutzer aus anderen Städten ebenfalls das StadtRAD nutzen.

## Stationen

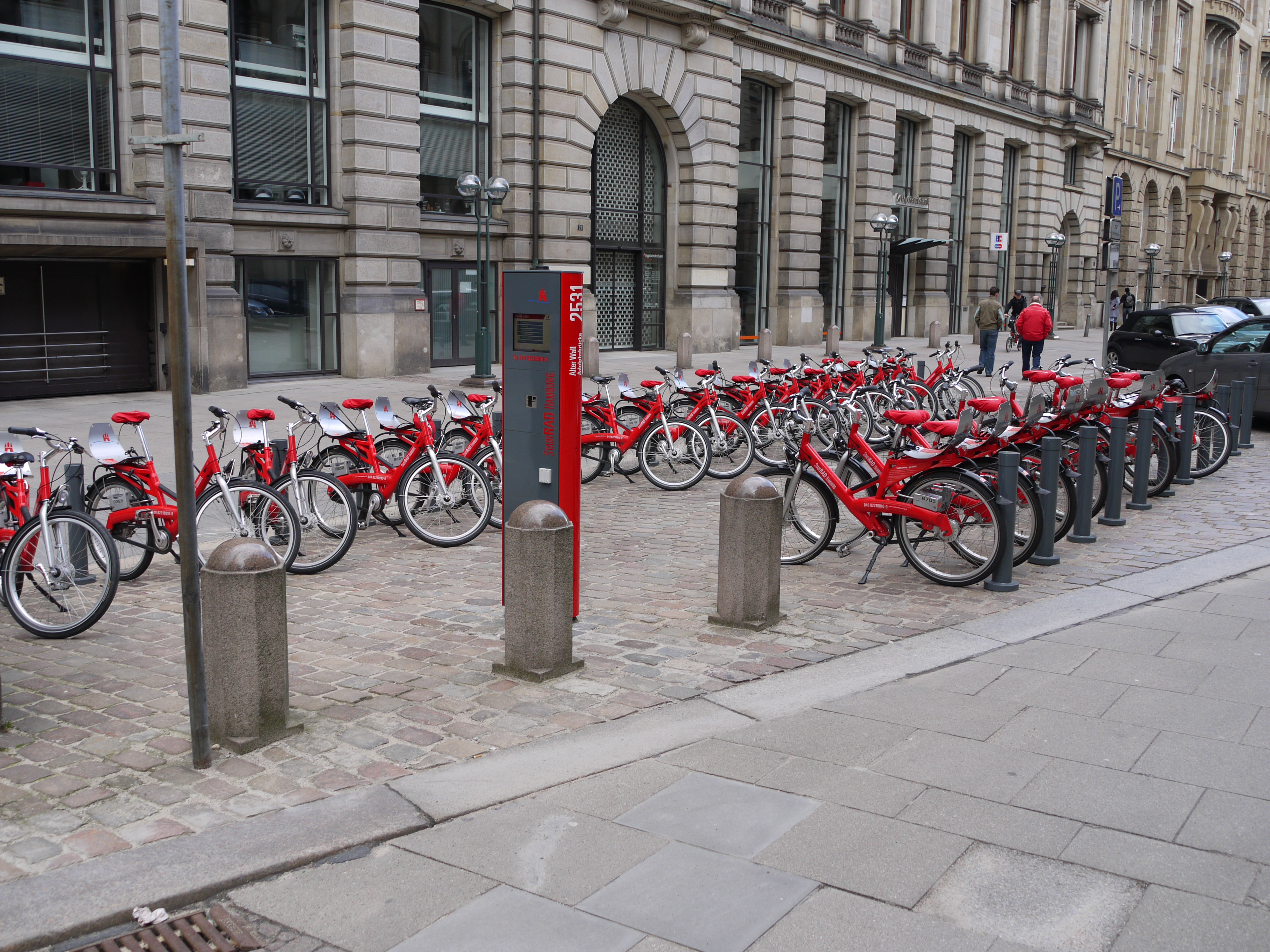
Leihstation am Alten Wall, unmittelbar neben Rathaus und Börse

Das System verfügt über mehr als 320 Leihstationen (Fahrradmietstationen) mit 3.900 Rädern (Stand: Juli 2025). Die größte Einzelstation ist Hauptbahnhof West/Glockengießerwall, ursprünglich ausgelegt auf 47 Stellplätzen mit Anschlussseilen. Kleinere sind, z. B., Modering/Oldesloer Straße, ursprünglich etwa 10 Stellplätze. Da kein Anschlußseil mehr benötigt wird, können auch mehr Fahrräder, als ursprünglich geplant, abgestellt werden. Die Stationen befinden sich innerhalb der Hamburgs Stadtgrenzen, schwerpunktmäßig innerhalb des Wallrings, in den Stadtteilen um die Alster und entlang der Elbe von Rothenburgsort bis Ottensen. Im inneren Gebiet wohnen rund 360.000 Menschen. Die Standorte sind häufig mit Haltestellen des S- und U-Bahn-Netzes verbunden oder liegen an besonderen Anziehungspunkten wie etwa der Alsterschwimmhalle. Nach und nach werden auch Standorte außerhalb des Stadtkerns erschlossen, so gibt es auch ein Netz an Stationen in Hamburg-Harburg oder Hamburg-Bergedorf.
Sämtliche Stationen sind mit einem Touch-Screen-Terminal mit Kartenleser und einer RFID-Leseeinheit zur Benutzeridentifizierung über Kredit- oder EC-Karten oder über einen RFID-Identifikationsmedium ausgestattet. Zum Einsatz kommen zwei verschiedene Terminals; im Großteil des Netzes wird eine stelenförmige Anlage, das „Stadtrad-Terminal“, verwendet, an den zwei Stationen Neumühlen/Övelgönne und Auf dem Sande/Kehrwieder wird ein anderes, hochwassersicheres Modell eingesetzt, da diese beiden Stationen außerhalb der Hauptdeichlinie und damit außerhalb des hochwassergeschützten Bereiches liegen und im Rahmen des periodisch auftretenden Hochwassers überflutet werden können.
Ende Februar 2011 wurde der Entleihmodus erheblich vereinfacht und die Terminals wurden funktional erweitert. Sie bieten seitdem unter anderem eine interaktive Karte der Stationsstandorte mit Angabe der jeweils verfügbaren Räder (auch bei Apps und Internet-Auftritt verfügbar).
Seit Oktober 2011 werden für registrierte StadtRAD-Nutzer personalisierte Kundenidentifikationsmedien (Mifare-1-Karten auf HF-Basis) in Form von Schlüsselanhängern angeboten, die den Ausleihvorgang per Radiofrequenz-Identification (RFID) mit Nahfeldkopplung (NFC) am Ausleihterminal weiter vereinfachen. Das System ist derzeit nicht kompatibel mit dem eTicket Deutschland oder Touch and Travel.

## Ausbau des Netzes
Aufgrund der positiven Resonanz wurde das Netz seit seiner Eröffnung mehrfach erweitert.
Das System umfasste zur Eröffnung 67 Stationen und wurde bis Juli 2010 auf 79 Stationen, bis Ende März 2012 auf 116 Stationen erweitert, seit Juli 2012 werden 128 Stationen betrieben, bis Oktober 2014 wurde das Netz auf 131 Stationen ausgebaut. Das System wurde dabei deutlich über das Stadtzentrum hinaus ausgedehnt und erreichte den Museumshafen Övelgönne, den Tierpark Hagenbeck, die City Nord, Wandsbek Markt und, seit 2015, Harburg und Langenhorn. Zudem wird das Netz in den bereits bedienten Gebieten kontinuierlich verdichtet und erschließt nach und nach weitere Stadtteile, wie etwa Bahrenfeld und Barmbek-Nord und seit April 2016 auch Bergedorf.
Mit der Verlängerung des Vertrages im Juni 2018 bleibt die DB Connect für weitere zehn Jahre Betreiber der Stadträder. Es soll eine schrittweise Erweiterung auf bis zu 350 Stationen geben, mit der sämtliche U- und S-Bahn-Haltestellen sowie die Stadt- bzw. Ortsteilzentren angebunden werden sollen. Dabei wird eine Vollabdeckung des Hamburger Stadtgebiets angestrebt. Infolge dieser Umbauarbeiten wurde der Betrieb vom 2. bis zum 31. Januar 2019 eingestellt.

## Tarif
Die Grundgebühr bei der Erstanmeldung kostet 5 Euro (ausgenommen Light-Tarif), die dem Benutzer jedoch für ein Jahr als Guthaben angerechnet werden, zusätzlich fällt eine Jahresgebühr von 5 Euro an. Die erste halbe Stunde jeder Entleihung ist kostenfrei (ausgenommen Light-Tarif), ab der 31. Minute fallen 10 Cent pro Minute an. Der Betrag wird jedoch nach 3 Stunden Entleihdauer gedeckelt.
Inhaber von Zeitkarten des Hamburger Verkehrsverbundes, einer Bahncard, oder des Deutschlandtickets, erhalten nach entsprechender Anmeldung einen um 20 Prozent ermäßigten Tarif von 8 Cent pro Minute.

## Statistik

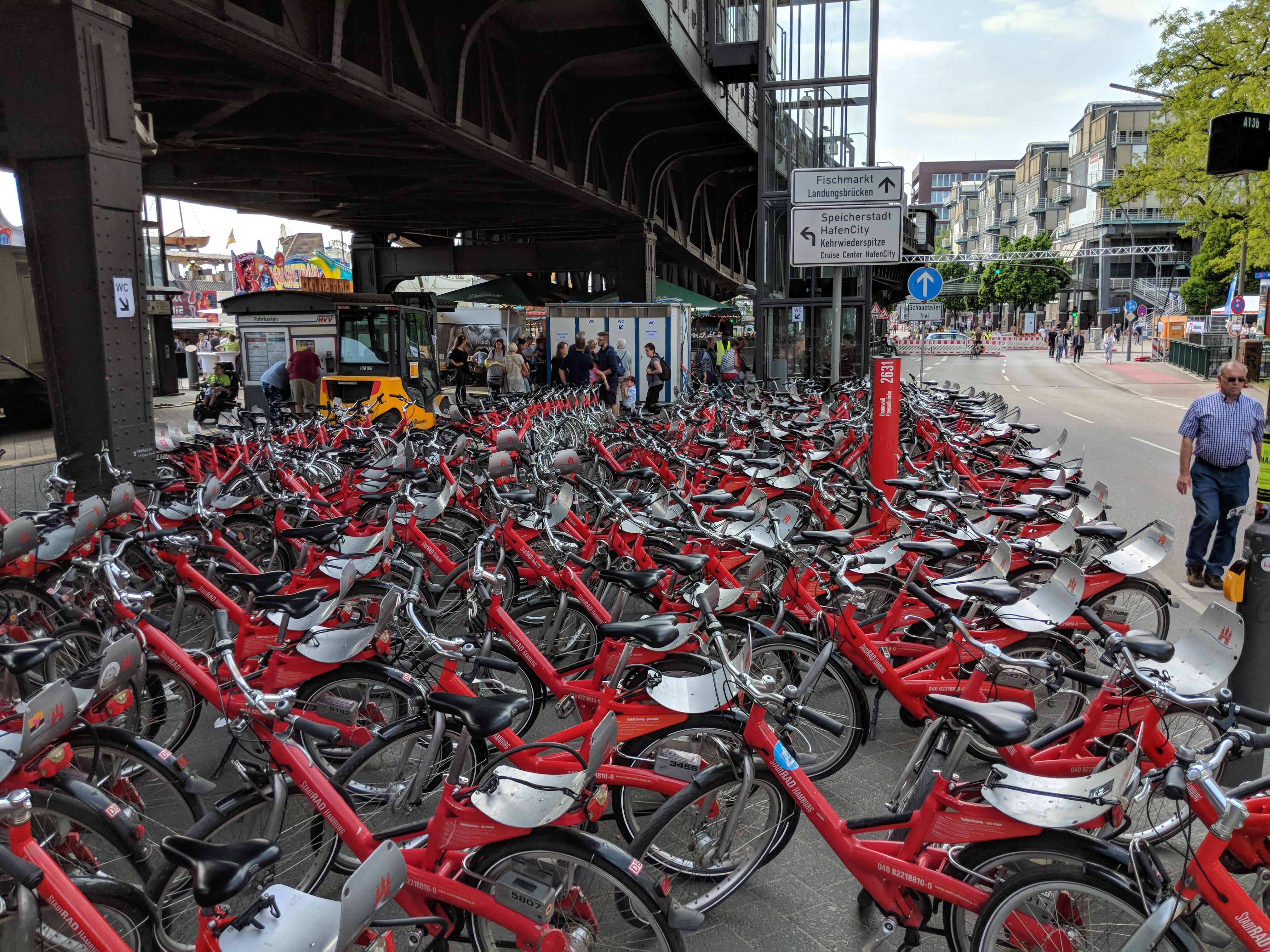
Beliebtes Transportmittel in der Freizeit. Hier beim Hafengeburtstag 2018

Nach den ersten 100 Tagen des Betriebs hatte das System rund 33.000 angemeldete Nutzer, die insgesamt mehr als 223.000 Fahrten zurückgelegt hatten. Drei Viertel der Fahrten dauerten weniger als 30 Minuten und waren somit für die Nutzer kostenfrei. Nach dem ersten Jahr des Betriebs hatte das System mehr als 53.000 angemeldete Benutzer, die zusammen mehr als eine halbe Million Fahrten gemacht haben. Jedes der damals etwa 1.500 Räder wird durchschnittlich 2,3 Mal pro Tag genutzt, an Tagen mit Spitzennachfrage inzwischen über sieben Mal. Im Juli 2011 gab es über 100.000 angemeldete Kunden, im Februar 2012 waren 130.000 Kunden registriert, im April 2015 285.000 und im Juli 2016 lag die Zahl an angemeldeten Nutzern bei gut 355.000. Die meisten angemeldeten Nutzer sind zwischen 26 und 35 Jahre alt, in der Nutzerschaft überwiegen die männlichen geringfügig (56 % männlich, 44 % weiblich).
Die Einnahmen aus Registrierungs- und Leihvorgängen sowie aus Serviceentgelten betrugen für das Jahr 2009 198.500 Euro, 2010 waren es 490.100 Euro. Das Betreiberentgelt gibt der Senat für 2011 mit 1.310.421 Euro (mit damals 103 Stationen) und für 2012 mit 1.700.349 Euro an (mit damals 123 Stationen).
Im Jahr 2010 wurden 726.000 Ausleihvorgänge registriert. 2012 lag die Fahrtenanzahl mit über zwei Millionen Fahrten sehr deutlich über den Erwartungen, 2015 bei 2,5 Millionen und 2016 bereits bei über drei Millionen Nutzungen. Im Jahr 2023 wurden lediglich 1,6 Millionen Ausleihvorgänge registriert, begründet wird dies mit schlechtem Wetter und Homeoffice.
In Bezug auf die Kunden- und Nutzungszahlen sowie das Kosten-Nutzen-Verhältnis (Fahrten pro Rad pro Tag, Kunden pro Rad pro Tag, Kosten pro Nutzung) war Stadt-RAD Hamburg 2011 erfolgreicher als alle anderen von der Deutsche Bahn Connect-Vorgängergesellschaft DB Rent GmbH betriebenen Fahrradleihsysteme in Deutschland zusammen (darunter Berlin, Frankfurt, Köln, München und Stuttgart).

## Außendarstellung und Vermarktung
Im Gegensatz zu anderen Städten, in denen Call-a-Bike-Produkte angeboten werden, wird das StadtRAD vornehmlich als städtisches Angebot positioniert. Dass das Angebot technisch, materiell und organisatorisch durch die Deutsche Bahn bereitgestellt wird, wird hingegen weniger offensiv kommuniziert. Dies zeigt sich bereits im Produktnamen sowie daran, dass die Fahrräder das Signet der Stadt Hamburg wesentlich prominenter tragen als das Logo der Deutschen Bahn. Auch die auffällige verkehrsrote Farbgebung der Räder unterscheidet sich deutlich vom zurückhaltenderen Silbergrau von Call-a-Bike.

## Name und Geschichte des Systems
Der Name StadtRAD wurde in und für Hamburg gefunden. StadtRAD Lüneburg ist mit gleicher Funktionsweise wie in Hamburg seit 2013 mit anfangs fünf, inzwischen 27 Stationen und über 150 Rädern in Betrieb.

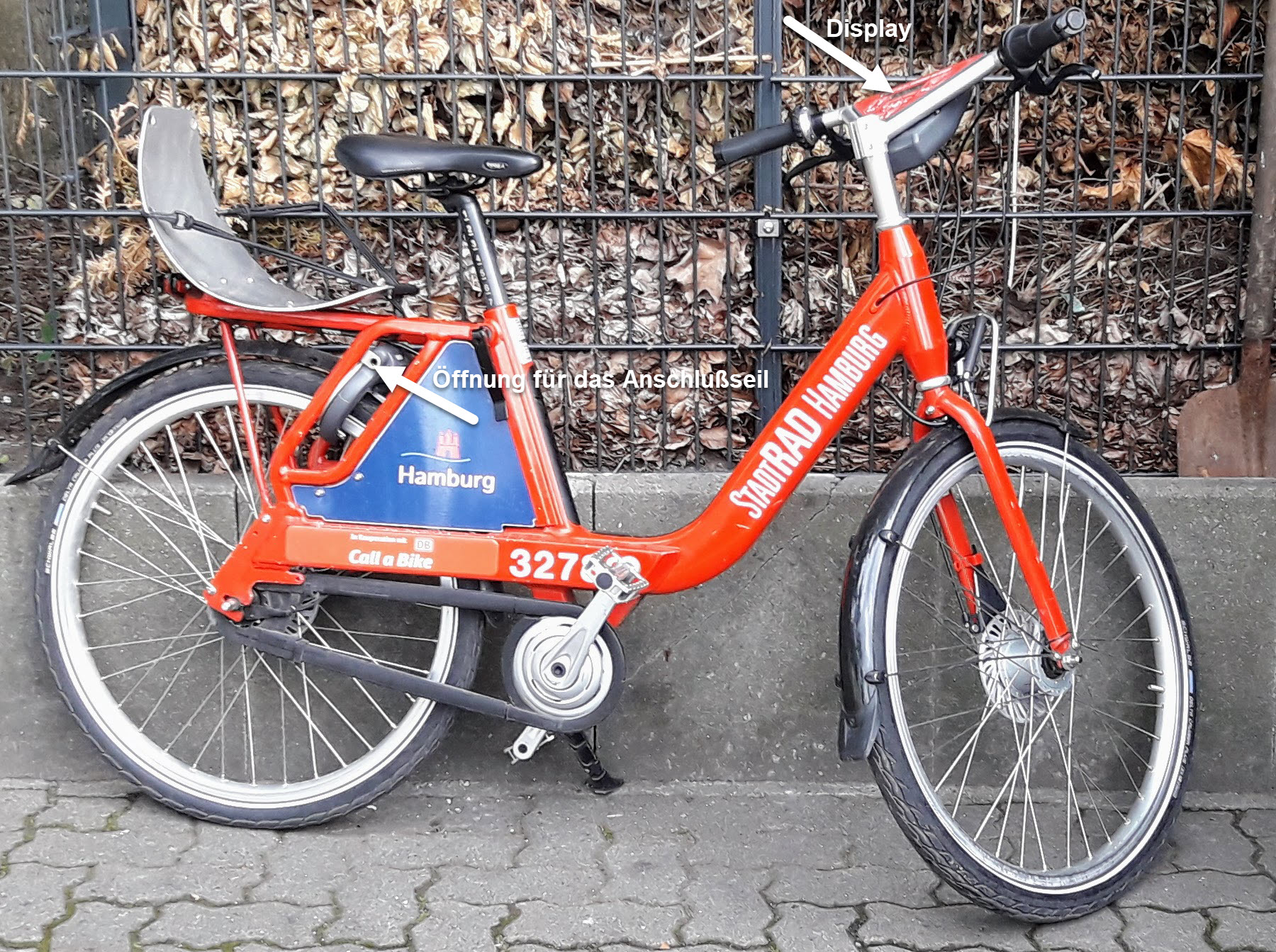
Stadtrad vor 2022 – mit Öffnung für das Anschlußseil.

Bis zum 28. Februar 2011 verlangten Entleihung und Rückgabe die Eingabe eines jeweils vierstelligen Öffnungs- bzw. Quittungscodes, die dem Nutzer bei Entleihung vom Terminal bzw. telefonisch und bei der Rückgabe am Fahrrad mitgeteilt wurden. Auch war es bis zu diesem Zeitpunkt nur möglich, ein StadtRAD an Stationen mit freien Stellplätzen zurückzugeben. Waren alle Plätze an einer Station belegt, wurde dem Nutzer nach Benachrichtigung des Betreibers ein zusätzliches Zeitguthaben von 15 Minuten gutgeschrieben, das er dazu nutzen konnte, eine alternative Station zu finden. Diese Regelung hatte zu Unmut von Nutzern geführt, weil manche Stationen zu bestimmten Zeiten häufig voll waren.
Vor Einführung neuer Fahrräder, ab 2022, musste ein Fahrad durch Befestigen am Pfosten an der Station mittels des dort verbauten Anschlussseils ausgebucht werden. Ausnahme war das „Freie Abstellen“, wenn die Fahrradmietstation voll belegt war (Siehe unter „Rückgabe“ auf der Seite).

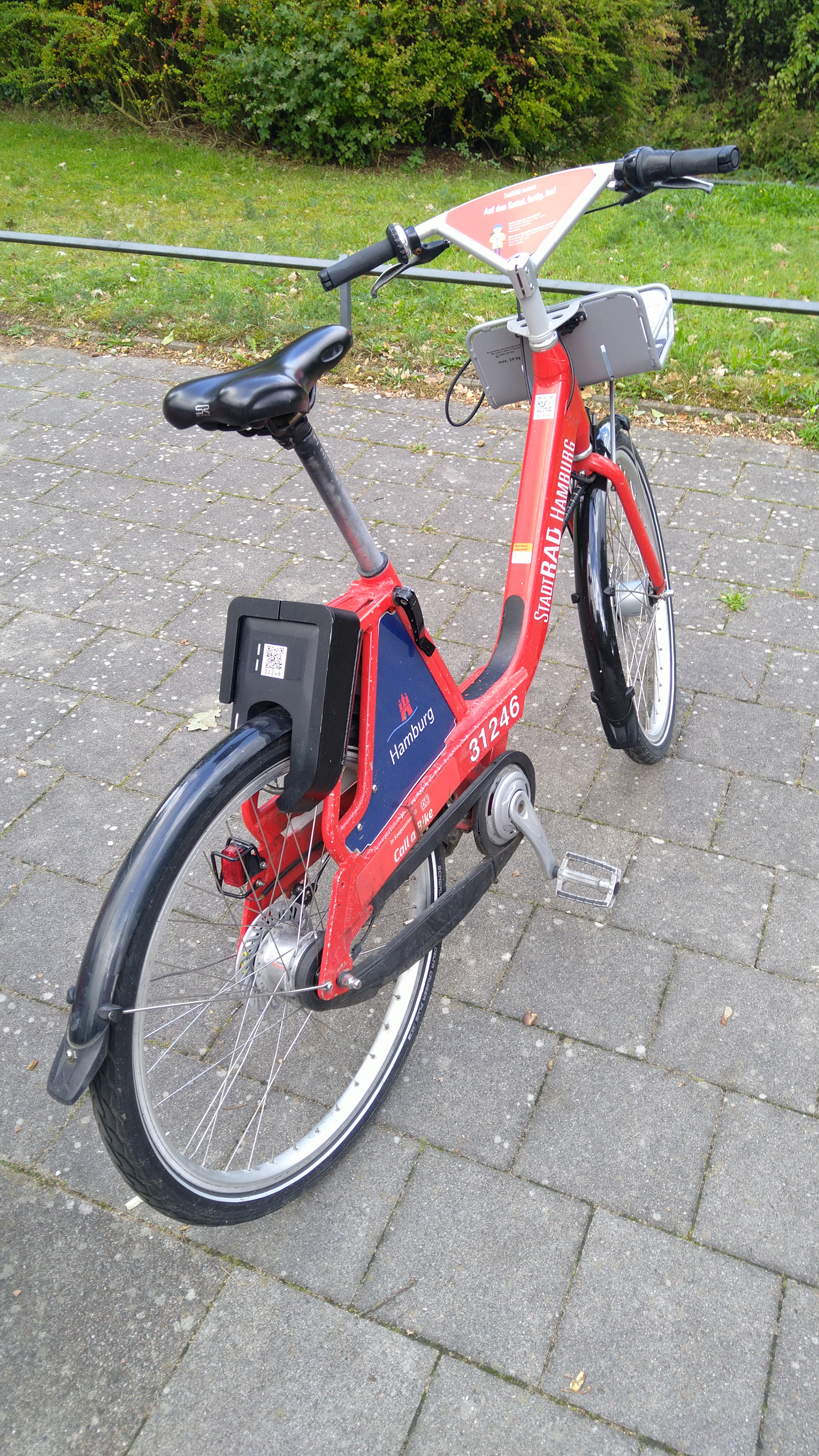
Heutiges (2025) Stadtrad ohne Anschlußseil und vorne angebautem Gepäckkorb.